# NGC 1441
NGC 1441 (również PGC 13782) – galaktyka spiralna z poprzeczką (SBb), znajdująca się w gwiazdozbiorze Erydanu. Odkrył ją William Herschel 30 września 1786 roku.